# Sahnewal
Sahnewal è una suddivisione dell'India, classificata come nagar panchayat, di 17.248 abitanti, situata nel distretto di Ludhiana, nello stato federato del Punjab. In base al numero di abitanti la città rientra nella classe IV (da 10.000 a 19.999 persone).

## Geografia fisica
La città è situata a 30° 50' 41 N e 75° 58' 33 E.

## Società

### Evoluzione demografica
Al censimento del 2001 la popolazione di Sahnewal assommava a 17.248 persone, delle quali 9.272 maschi e 7.976 femmine. I bambini di età inferiore o uguale ai sei anni assommavano a 2.031, dei quali 1.166 maschi e 865 femmine. Infine, coloro che erano in grado di saper almeno leggere e scrivere erano 10.590, dei quali 5.977 maschi e 4.613 femmine.